# Staroszczur
Staroszczur (Hadromys) – rodzaj ssaków z podrodziny myszy (Murinae) w obrębie rodziny myszowatych (Muridae). 

## Rozmieszczenie geograficzne
Rodzaj obejmuje gatunki występujące w południowej Azji.

## Morfologia
Długość ciała (bez ogona) 98–140 mm, długość ogona 114–138 mm, długość ucha 14–22 mm, długość tylnej stopy 23–28 mm; masa ciała 41–77 g.

## Systematyka
Rodzaj zdefiniował w 1911 roku angielski zoolog Oldfield Thomas w artykule zatytułowanym Nowy rodzaj i gatunek myszowych z Sind, z diagnozami trzech innych nowych rodzajów w oparciu o wcześniej znane gatunki „Mus”, opublikowanym w czasopiśmie „The journal of the Bombay Natural History Society”. Gatunkiem typowym jest (oryginalne oznaczenie) staroszczur reliktowy (H. humei).

### Etymologia
Hadromys: gr. ἁδρος hadros ‘gruby, tęgi’; μυς mus, μυος muos ‘mysz’.

### Podział systematyczny
Gryzonie z tego rodzaju są znane z zapisu kopalnego od pliocenu. Wymarły gryzoń Prohadromys varavudhi, który żył w Tajlandii, może reprezentować bezpośrednich przodków tego rodzaju. Do rodzaju należą następujące występujące współcześnie gatunki:
| Grafika | Gatunek              | Autor i rok opisu                     | Nazwa zwyczajowa      | Podgatunki         | Rozmieszczenie geograficzne                                                                              | Podstawowe wymiary                            | Status IUCN |
| ------- | -------------------- | ------------------------------------- | --------------------- | ------------------ | --- | --------------------------------------------- | ----------- |
|         | Hadromys humei       | (O. Thomas, 1886)                     | staroszczur reliktowy | gatunek monotypowy | endemit Indii: znany z 3 miejsc w Asam i Manipur; zakres wysokości: 900–1300 m n.p.m.                    | DC: 9,8–14 cm DO: 12–13,8 cm MC: brak danych  | EN          |
|         | Hadromys yunnanensis | Yang Guangrong & Wang Yingxiang, 1987 | staroszczur junnański | gatunek monotypowy | endemit Chińskiej Republiki Ludowej: powiat Ruili (zachodni Junnan); zakres wysokości: 970–1300 m n.p.m. | DC: 12,3–13,6 cm DO: 11,4–13,2 cm MC: 41–77 g | DD          |

Kategorie IUCN:  EN  – gatunek zagrożony,  DD  – gatunki o nieokreślonym stopniu zagrożenia.
Opisano również gatunek wymarły w pliocenie na terenie dzisiejszego Pakistanu:
- Hadromys loujacobsi Musser, 1987